# Haneul-eseo naerineun il-eokgaeui byeol
Haneul-eseo naerineun il-eokgaeui byeol (hangul: 하늘에서 내리는 일억개의 별) – południowokoreański serial telewizyjny emitowany na kanale tvN. Jest to remake japońskiego serialu z 2002 roku pt. Sora kara furu ichioku no hoshi. Serial był emitowany od 3 października do 22 listopada 2018 roku, w środy i czwartki o 21:30, liczy 16 odcinków. Główne role odgrywają w nim Seo In-guk, Jung So-min oraz Park Sung-woong.

## Fabuła
Serial opowiada o losach dwojga ludzi, połączonych nieszczęśliwymi wydarzeniami, których drogi nieustannie się krzyżują.

## Obsada

### Postacie pierwszoplanowe
- Seo In-guk jako Kim Moo-young[3][4]

Pracuje jako asystent w małym browarze. Na co dzień zachowuje się chłodno jednak wewnątrz tkwi w nim dziecięca niewinność.
- Jung So-min jako Yoo Jin-kang[5]

Jest projektantką reklam w firmie Design lux. Jako dziecko straciła swoich rodziców w wyniku wypadku.
- Park Sung-woong jako Yoo Jin-gook[6]

Pracuje jako detektyw w wydziale zabójstw od 27 lat. Jest przybranym bratem Yoo Jin-kang.

### Postacie drugoplanowe
Otoczenie Kim Moo-younga
- Go Min-si jako Im Yoo-ri

Dziewczyna, którą Moo-young powstrzymał przed popełnieniem samobójstwa. Jest obsesyjnie zakochana w Moo-youngu.
- Yoo Jae-myung jako Yang Kyung-mo, psychiatra
- Kim Ji-Hyun jako Jang Se-ran

Otoczenie Yoo Jin-kang
- Seo Eun-soo jako Baek Seung-ah

Pochodzi z bardzo bogatej rodziny zajmującej się dystrybucją alkoholu.
- Do Sang-woo jako Jang Woo-sung

Narzeczony Baek Seung-ah.
Otoczenie Yoo Jin-gook
- Jang Young-nam jako Kim Tak So Jung
- Kwon Soo-hyun jako Eom Cho-rong

Ludzie pracujący w Arts Brewery
- Lee Hong-bin jako No Hee-joon
- Min Woo-hyuk jako prezes Jung Sang-yoon
- ?? jako starszy browarnik / Kil Hyung-joo

Posterunek policji Won Young Police Station
- Choi Byung-mo jako Lee Kyung-cheol
- Kim Seo-kyung jako Hwang Gun
- ?? jako Jo Ki-joo
- Han Sa-myung jako Lee Jae-mi

Pracownicy Design Lux
- Park Min-jung jako dyrektor Hwang
- Lee Ji-min jako Im, zastępca dyrektora

### Inni
- Han Da-sol

## Produkcja
Pierwsze czytanie scenariusza odbyło się z początkiem lipca 2018 w Sangam DDMC, Sangam-dong w Seulu.

## Oglądalność
| No. | Data emisji               | Oglądalność (AGB Nielsen) |
| --- | ------------------------- | ------------------------- |
| 1   | 3 października 2018(dts)  | 3.996%                    |
| 2   | 3 października 2018(dts)  | 3.212%                    |
| 3   | 10 października 2018(dts) | 2.988%                    |
| 4   | 11 października 2018(dts) | 3.046%                    |
| 5   | 17 października 2018(dts) | 3.410%                    |
| 6   | 18 października 2018(dts) | 2.803%                    |
| 7   | 24 października 2018(dts) | 2.812%                    |
| 8   | 25 października 2018(dts) | 2.661%                    |
| 9   | 31 października 2018(dts) | 2.556%                    |
| 10  | 1 listopada 2018(dts)     | 2.289%                    |
| 11  | 7 listopada 2018(dts)     | 2.693%                    |
| 12  | 8 listopada 2018(dts)     | 2.602%                    |
| 13  | 14 listopada 2018(dts)    | 2.346%                    |
| 14  | 15 listopada 2018(dts)    | 2.387%                    |
| 15  | 21 listopada 2018(dts)    | 2.841%                    |
| 16  | 22 listopada 2018(dts)    | 3.375%                    |